# Tombo (Sierra Leone)
Tombo ist ein Küstenort an der südlichen Atlantikküste im Distrikt Western Area Rural der Western Area in Sierra Leone.
Der Ort liegt ungefähr 49 km südsüdöstlich von Freetown. Die Hauptindustrie in Tombo ist die Fischerei. Andere Industrien in der Stadt sind Bergbau und Landwirtschaft. Tombo ist ein wichtiger Handels- und Transportknotenpunkt für Fischerboote.